# Emma Fattorini

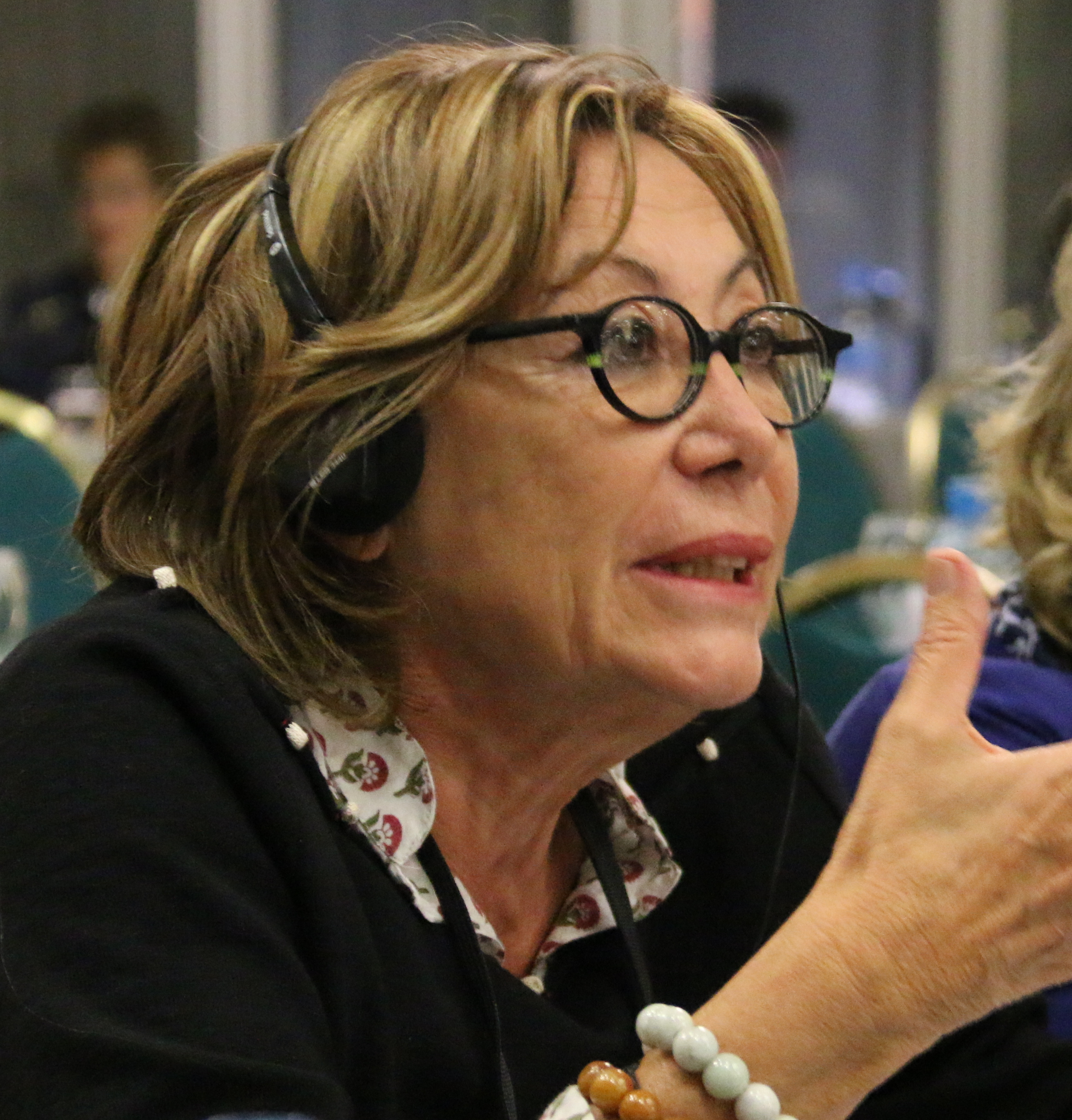
Emma Fattorini (2016).

Emma Fattorini (* 1952 in Cervia) ist eine italienische Historikerin, die insbesondere zur Geschichte der katholischen Kirche im 19. und 20. Jahrhundert sowie Beziehungen von Kirche und Staat publiziert.
Fattorini ist seit 2000 Professorin für Neueste Geschichte an der Universität „La Sapienza“ in Rom. In Deutschland wurde sie vor allem durch ihr Buch Pio XI, Hitler e Mussolini (2007; englische Ausgabe: „Hitler, Mussolini and the Vatican“) bekannt. Sie schreibt auch Artikel für italienische Tageszeitungen wie Il Sole 24 Ore. Sie war einer der ersten Forscher, die die Münchner Nuntiaturberichte von Eugenio Pacelli auswertete. 2006 hielt sie in Münster einen Vortrag auf dem Symposium zum 60. Todestag von Clemens August Kardinal von Galen, der als einziger fremdsprachiger Beitrag in den Sammelband Clemens August von Galen: Ein Kirchenfürst im Nationalsozialismus aufgenommen wurde.

## Veröffentlichungen
- Germania e Santa Sede. Le nunziature di Pacelli fra la Grande guerra e la Repubblica di Weimar (= Annali dell'Istituto Storico Italo-Germanico in Trento. Monografia. 18). Società editrice il Mulino, Bologna 1992, ISBN 88-15-03648-2.
- Pio XI, Hitler e Mussolini. La solitudine di un papa (= Einaudi Storia. 15). Einaudi, Torino 2007, ISBN 978-88-06-18759-0 (In englischer Sprache: Hitler, Mussolini and the Vatican. Pope Pius XI and the Speech that was never made. Translated by Carl Ipsen. Polity, Cambridge u. a. 2011, ISBN 978-0-7456-4488-2).